# Barry Newman
Barry Foster Newman (ur. 7 listopada 1930 w Bostonie, zm. 11 maja 2023 w Nowym Jorku) – amerykański aktor. Odtwórca roli uciekającego kierowcy rajdowego w kultowym filmie drogi Richarda Sarafiana Znikający punkt (1971). Wystąpił w roli włosko–amerykańskiego prawnika Anthony’ego J. Petrocelliego w serialu NBC Petrocelli (1974–76), za którą był nominowany do Emmy (1975) i Złotego Globu dla najlepszego aktora w serialu dramatycznym (1976).

## Życiorys

### Wczesne lata
Urodził się Bostonie w Massachusetts w rodzinie emigrantów z Europy jako syn Sarah (z domu Ostrovsky) i Carla Henry’ego Newmana. Jego ojciec pochodził z Austrii, zaś matka z Białorusi. Po ukończeniu prestiżowej Boston Latin School, rozpoczął studia na Uniwersytecie Brandeisa, gdzie uzyskał licencjat z antropologii. W okresie studiów, na kursie teatralnym Lee Strasberga, po raz pierwszy zetknął się aktorstwem. Strasberg zainspirował go do poświęcenia się zawodowi aktora.

### Kariera
W 1957 zadebiutował na Broadwayu jako muzyk w sztuce Hermana Wouka Droga natury (Nature’s Way) z Beatrice Arthur. W następnych latach występował na Broadwayu w roli Larry’ego w komedii Może we wtorek (Maybe Tuesday, 1958), jako Sonny w spektaklu Nocne życie (Night Life, 1962) i w roli szejka Orsini w musicalu Budda Schulberga Co sprawia, że Sammy biega? (What Makes Sammy Run?, 1964) u boku Roberta Aldy. W 1960 grał Trottera, sierżanta policji w produkcji off-broadwayowskiej Pułapka na myszy Agathy Christie. Dzięki przychylnym recenzjom krytyków teatralnych trafił do filmu i telewizji.
Na dużym ekranie po raz pierwszy pojawił się w roli Ala Riccardo w biograficznym dramacie gangsterskim Pretty Boy Floyd (1960) z Johnem Ericsonem i Peterem Falkiem. W latach 1964–1966 występował jako John Barnes w gotyckiej operze mydlanej CBS The Edge of Night. Przełomową rolą był zarozumiały adwokat Tony Petrocelli, wykształcony na Harvardzie, w dramacie sądowym Sidneya J. Furiego The Lawyer (1969).
W 1971 Richard C. Sarafian powierzył mu główną rolę w swoim filmie Znikający punkt, który przyniósł mu uznanie krytyków (zwłaszcza w Europie) i status gwiazdy. W następnych latach wystąpił w kilku mniej lub bardziej znanych produkcjach filmowych i telewizyjnych. Jedna z nich – rola prawnika w serialu TV Petrocelli (1974-76), przyniosła mu nominację do nagrody Złotego Globu i nagrody Emmy.
W ciągu swojej blisko 60-letniej kariery filmowej wystąpił w ponad 30 filmach i blisko 20 serialach TV. Partnerował w nich gwiazdom światowego kina takim jak (m.in.): Klaus Maria Brandauer, Leslie Nielsen, James Franciscus, Ava Gardner, Henry Fonda, Sylvester Stallone, Don Johnson, Peter Fonda, Eddie Murphy, Steve Martin, Michael Dudikoff, Tom Berenger, Charlie Sheen, Marlee Matlin oraz występował w produkcjach tak znanych reżyserów jak: Richard Sarafian, Rob Cohen, Roland Joffé, Steven Soderbergh, Frank Oz.

## Filmografia
- 1960 – Pretty Boy Floyd (Al Riccardo)
- 1964-66 – The Edge of Night (John Barnes)
- 1970 – The Lawyer (Tony Petrocelli)
- 1971 – Znikający punkt (Kowalski)
- 1972 – Siła strachu (John Talbot)
- 1972 – The Salzburg Connection (Bill Mathison)
- 1974-76 – Petrocelli (Anthony J. Petrocelli)
- 1979 – Miasto w ogniu (dr Frank Whitman)
- 1981 – Amy (dr Ben Corcoran)
- 1984 – Fatal Vision (Bernie Segal)
- 1989 – Nightingales (dr Garrett Braden)
- 1988, 89, 95 – Napisała: Morderstwo (Andrew Bascombe, por. Amos „Jake” Ballinger, były porucznik nowojorskiej policji Ed McMasters)
- 1992 – Miss Marple (Jason Rudd)
- 1993 – Laserowa misja 2 (Axel Trank)
- 1994 – MacShayne: Zwycięzca bierze wszystko (Andy Capasso)
- 1994 – Prawnicy z Miasta Aniołów (Frank Askoff)
- 1994, 1998 – Nowojorscy gliniarze (Jimmy Wexler, Mark Radner)
- 1996 – Tunel (Norman Bassett)
- 1998 – JAG (prawnik)
- 1999 – Angol (Jim Avery)
- 1999 – Wielka heca Bowfingera (Hal Mclean)
- 2001 – Dobre rady (Donald Simpson)
- 2001 – Gorzka prawda (Monty)
- 2002 – 40 dni i 40 nocy (Walter Sullivan)
- 2004 – What the Bleep Do We Know!? (Frank)
- 2005 – Życie na fali (prof. Max Bloom)
- 2006 – Ugotowani (Boris)
- 2009 – Detoks (Marcus O’Hara)
- 2009 – Zaklinacz dusz (Ray James)

i in.